# Copa Sanwa Bank
La Copa Sanwa Bank (サンワバンクカップ) es una extinta competición, organizada por la J. League y patrocinada por el Banco Sanwa (actualmente "Bank of Tokyo-Mitsubishi UFJ"), que se disputó entre 1994 y 1997. Los equipos invitados eran el campeón de la J. League y campeones de ligas mayores o copas extranjeras (uno por año: Argentina, Brasil, Suecia y Estados Unidos), respectivamente. El partido se jugaba dos semanas antes del comienzo de la J. League (en el caso de 1997, una semana antes del partido inicial de la Copa J. League) y consistía en un solo partido. Fue el antecedente de lo que más tarde sería la Copa Suruga Bank.

## Resultados
| Año  | Campeón                    | Resultado      | Subcampeón                         |
| ---- | -------------------------- | -------------- | ---------------------------------- |
| 1994 | Verdy Kawasaki Japón       | 2:2 (4:2 pen.) | Gimnasia y Esgrima L. P. Argentina |
| 1995 | Grêmio · Brasil            | 2:1            | Verdy Kawasaki Japón               |
| 1996 | IFK Göteborg · Suecia      | 1:1 (5:3 pen.) | Yokohama Marinos Japón             |
| 1997 | Nagoya Grampus Eight Japón | 3:1            | D.C. United Estados Unidos         |

### Títulos por equipo
| Club                    | Títulos | Subtítulos | Años campeón |
| ----------------------- | ------- | ---------- | ------------ |
| Verdy Kawasaki          | 1       | 1          | 1994         |
| Grêmio                  | 1       | –          | 1995         |
| IFK Göteborg            | 1       | –          | 1996         |
| Nagoya Grampus Eight    | 1       | –          | 1997         |
| Gimnasia y Esgrima (LP) | –       | 1          | -            |
| Yokohama F. Marinos     | –       | 1          | -            |
| D.C. United             | –       | 1          | -            |

### Clubes invitados
| Año  | Nota |
| ---- | --- |
| 1994 | Gimnasia y Esgrima L. P. fue invitado por ser el campeón de la Copa Centenario de la AFA, que se disputó en conmemoración del 100º Aniversario de la fundación de la Asociación del Fútbol Argentino.                                                                                            |
| 1995 | Como parte de la serie de eventos en conmemoración del 100º aniversario de la conclusión del Tratado de la Amistad, Comercio y Navegación entre Japón y Brasil, país sudamericano con una importante diáspora de japoneses. Grêmio fue invitado por ser el campeón de la Copa de Brasil de 1994. |
| 1996 | IFK Göteborg fue invitado por ser el campeón de la Liga de Suecia en 1995. |
| 1997 | D.C. United fue invitado por ser el campeón de la Copa MLS 1996. |